# Camptocladius dichromus
Camptocladius dichromus är en tvåvingeart som först beskrevs av Edwards 1929.  Camptocladius dichromus ingår i släktet Camptocladius och familjen fjädermyggor.
Artens utbredningsområde är Filippinerna. Inga underarter finns listade i Catalogue of Life.